# Мечково
Мечково (пол. Mieczkowo) — село в Польщі, у гміні Кциня Накельського повіту Куявсько-Поморського воєводства.
Населення — 278 осіб (2011).
У 1975-1998 роках село належало до Бидгощського воєводства.

## Демографія
Демографічна структура станом на 31 березня 2011 року:
|          | Загалом | Допрацездатний вік | Працездатний вік | Постпрацездатний вік |
| -------- | ------- | ------------------ | ---------------- | -------------------- |
| Чоловіки | 149     | 41                 | 97               | 11                   |
| Жінки    | 129     | 31                 | 76               | 22                   |
| Разом    | 278     | 72                 | 173              | 33                   |